# Granite Island (Australie-Méridionale)
Pour les articles homonymes, voir Granite Island.
Granite Island désigne une petite île située près de Victor Harbor pas très loin d'Adélaïde en Australie-Méridionale. Elle doit son nom aux énormes boules de granit qui parsèment l'île. Elle accueille plus de 700 000 visiteurs par an ce qui en fait le parc le plus visité d'Australie méridionale.

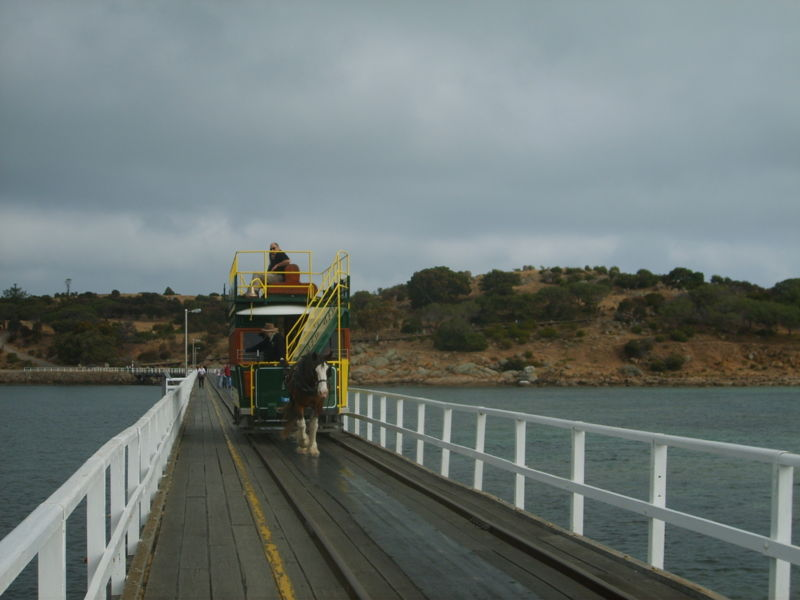
Le tramway sur la chaussée.

Île inhabitée quoiqu'il y ait quelques maisons sur l'île (café, commerces, etc.) elle est devenue un lieu de tourisme très populaire surtout pour les visiteurs qui veulent voir des manchots pygmées qui vivent et se reproduisent sur l'île. Pour leur sécurité, il est interdit de les approcher eux ou leurs nids à moins de cinq mètres, de se mettre sur leur passage, de les photographier ou filmer avec une torche ou un flash. Les chats et les chiens sont interdits sur l'île.
On accède à l'île depuis le continent par une chaussée soit à pied soit en prenant un tramway tiré par des chevaux Clydesdales qui emprunte une voie ferrée longeant la côte.